# Youcef
Youcef ist ein Vorname.

## Herkunft und Bedeutung
Youcef ist eine arabische, im Maghreb verwendete, Variante des männlichen Vornamens Josef, vor allem in Algerien.

## Bekannte Namensträgerinnen
- Youcef Atal (* 1996), algerischer Fußballspieler
- Youcef Belaïli (* 1992), algerischer Fußballspieler
- Youcef Gamouh (* 1987), algerischer Fußballschiedsrichter
- Youcef Sabri Medel (* 1996), algerischer Badmintonspieler
- Yousef Nadarkhani (* 1977), iranischer evangelischer Pfarrer
- Youcef Reguigui (* 1990), algerischer Straßenradrennfahrer
- Youcef Yousfi (* 1941), algerischer Politiker